# NGC 5699
NGC 5699 је елиптична галаксија у сазвежђу Волар која се налази на NGC листи објеката дубоког неба.
Деклинација објекта је + 30° 27' 57" а ректасцензија 14h 38m 42,4s. Привидна величина (магнитуда) објекта NGC 5699 износи 14,8 а фотографска магнитуда 15,8. NGC 5699 је још познат и под ознакама NGC 5706, MCG 5-35-2, CGCG 164-4, PGC 52334.